# Приедорская операция (1942)
Операция «Приедор» (нем. Unternehmen «Prijedor») — немецкая антипартизанская операция, направленная на уничтожение 2-го Краинского партизанского отряда в Западной Боснии во время Второй мировой войны. Продолжалась с 18 по 27 февраля 1942 года, завершилась отступлением партизан.

## Цели
Целями операции являлось уничтожение партизанских сил в Западной Боснии в районе Дубица — Приедор.

## Силы сторон

### Страны Оси
- Нацистская Германия
  - 738-й пехотный полк (батальон) 718-й пехотной дивизии
  - 750-й пехотный полк (два батальона) 718-й пехотной дивизии
  - 724-й пехотный полк (батальон) 704-й пехотной дивизии

- Независимое государство Хорватия
  - Усташская Обрана (батальон охраны лагеря Ясеновац)
  - Батарея горной артиллерии, части другой батареи

### Партизаны
- 2-й Краинский партизанский отряд (3 батальона)

## Ход операции
В середине февраля партизанские войска вступили в бой с 923-й дивизией ландесшутцен. Командующий немецкими войсками в Сербии генерал Пауль Бадер немедленно отдал приказ о проведении карательной операции. Немцы выдвинулись из Дубицы через Приедор: там партизанские войска окружили хорватский гарнизон, отрезав единственную железную дорогу из города. Довольно стремительно партизанские войска были разбиты немецкими войсками, которые гнали партизан вплоть до Босански-Дубицы. Большая часть партизан оказалась в кольце немецких сил к 27 февраля. В результате операции с Приедора была снята осада.

## Итог
Немцам и хорватам удалось достичь своих целей с минимальными потерями: потери сил вермахта и домобранства составили всего 34 человека убитыми, 48 ранеными и 15 пропавшими без вести. Партизаны потеряли 189 убитыми, 13 ранеными, ещё 16 человек попали в немецкий плен.